# Joel Porter
Joel William Porter (ur. 25 grudnia 1978 w Adelaide) – australijski piłkarz występujący na pozycji napastnika.

## Kariera klubowa
Porter seniorską karierę rozpoczął w 1997 roku w zespole Maroondah Arrows z ligi stanu Wiktoria. W 1998 roku przeszedł do West Adelaide z National Soccer League. Po roku odszedł do amatorskiego Croydon City Arrows. W 2000 roku wrócił do NSL, zostając graczem Melbourne Knights. Zadebiutował tam 14 października 2000 roku w wygranym 2:1 pojedynku z Brisbane Strikers. W Melbourne spędził 2 lata.
W 2002 roku Porter przeniósł się do innego zespołu NSL, Sydney Olympic. W 2003 roku wywalczył z nim wicemistrzostwo NSL. W 2003 roku podpisał kontrakt z angielskim Hartlepool United z Division Two. W 2004 roku, po reorganizacji rozgrywek, rozpoczął z zespołem starty w League One. W 2006 roku spadł z nim do League Two, ale w 2007 roku wrócił do League One. Przez 6 lat w barwach Hartlepool rozegrał 162 spotkania i zdobył 46 bramek.
W 2009 roku Porter wrócił do Australii, gdzie został graczem klubu Gold Coast United z A-League. Pierwszy mecz zaliczył tam 8 sierpnia 2009 roku przeciwko Brisbane Roar (3:1). Zawodnikiem GOld Coast był do roku 2012. Następnie występował w West Adelaide, Cumberland United oraz Northern Demons. W 2015 roku zakończył karierę.

## Kariera reprezentacyjna
W reprezentacji Australii Porter zadebiutował 8 lipca 2002 roku w wygranym 11:0 meczu Pucharu Narodów Oceanii z Nową Kaledonią, w którym strzelił także gola. W drużynie narodowej rozegrał 4 spotkania i zdobył 5 bramek, wszystkie podczas tamtego Pucharu Narodów Oceanii, zakończonego przez Australię na 2. miejscu.